# سورانو
سورانو (بالإيطالية: Surano)‏ هي بلدية في مقاطعة ليتشي في إقليم بوليا الإيطالي.

## السكان
في سنة 1861 بلغ عدد السكان 719 نسمة، وتطور العدد ليصل في سنة 2011 لـ 1٬698 نسمة.
يظهر هذا المخطط البياني تطور النمو السكاني لـ سورانو